# کوساناتس آناپات، ووسکاناپات
Կուսանաց անապատ (նաև՝ Կուսանաց Սուրբ Աստվածածին անապատ կամ Կուսանաց Սուրբ Ոսկեանց անապատ)
کوساناتس آناپات، ووسکاناپات (ارمنی: Կուսանաց անապատ (Ոսկանապատ)؛ انگلیسی: Voskanapat) یک کلیسا متعلق به کلیسای حواری ارمنی واقع در شهر [[]]، [[]] جمهوری آذربایجان می‌باشد. ساخت و ساز این ساختمان در سال میلادی؛ به پایان رسید. این بنا به سبک معماری ارمنی طراحی شده‌است.